# Legazpia
Legazpia, monogenerički biljni rod iz porodice ljuborovki (Linderniaceae). Jedina vrsta je L. polygonoides, polugrm raširen od tropske Azije do južne Kine 

## Ime
Rod Legazpia dobio je ime po Miguelu Lopezu de Legazpiju, španjolskom osvajaču Istočne Indije i pacifičkih otoka. Specifični epitet polygonoides znači sličan Polygonumu. Kew ime ovoga roda tretira kao sinonim za Torenia, dok ga GBIF priznaje.

## Opis
L. polygonoides je puzava biljka čije se stanište obično se nalazi na sjenovitim i vlažnim mjestima planinskih dolina. Cvat od 1 - 4 cvijeta, peteljka 0,5 - 1,5 cm, vjenčić bijel do ljubičasto plav. Plod je čahura, duguljasto jajolikog oblika, promjera oko 8 mm. Rod je opisan u Flora de Filipinas 338. 1845.  

## Sinonimi
- Tuyamaea T.Yamaz.; J. Jap. Bot. 30: 171 (1955), in clavi
- Herpestis polygonoides Benth.; Wall. Cat. n. 3897 (1832), nomen
- Legazpia mucronulata (Benth.) T.Yamaz.; J. Jap. Bot. 30: 359 (1955)
- Legazpia triptera Blanco; Fl. Filip. ed. II. 339 (1845)
- Torenia cardiosepala Benth.; Prodr. [A. DC.] 10: 409 (1846)
- Torenia godefroyi var. filiformis Bonati; Lecomte (ed.), Fl. Indo-Chine 4: 401 (1927)
- Torenia mucronulata Benth.; Prodr. [A. DC.] 10: 409 (1846)
- Torenia polygonoides Benth.; Scroph. Ind. 39 (1835)